# Turbostaat
Turbostaat jsou německá punk rocková kapela, která vznikla v roce 1999. Skupinu tvoří pět členů. V roce 2001 vydali debutovou desku s názvem Flamingo, za další dva roky vydali další desku Schwam. O rok později se vydali na skandinávské turné po Norsku, Švédsku a Finsku a natočili se skupinou Beatsteaks píseň Frieda und die Bomben, která vyšla na singlu k písni Hello Joe a později i formace Beatsteaks vydala jako singl.
V roce 2007 si zahráli i na festivalu Rock am Ring a vyšla zatím poslední deska Vormann Leiss, ze které byly vydány čtyři singl, mezi. Na jaře 2008 se vydali s Beatsteaks na turné jako předkapela.

## Diskografie

### Alba
- Flamingo (2001)
- Schwam (2003)
- Vormann Leiss (2007)

### Singly
- Haubentaucherwelpen/Pingpongpunk
- Harm Rochel
- Haubentaucherwelpen
- Insel